# 栃木県道300号新大平下停車場線

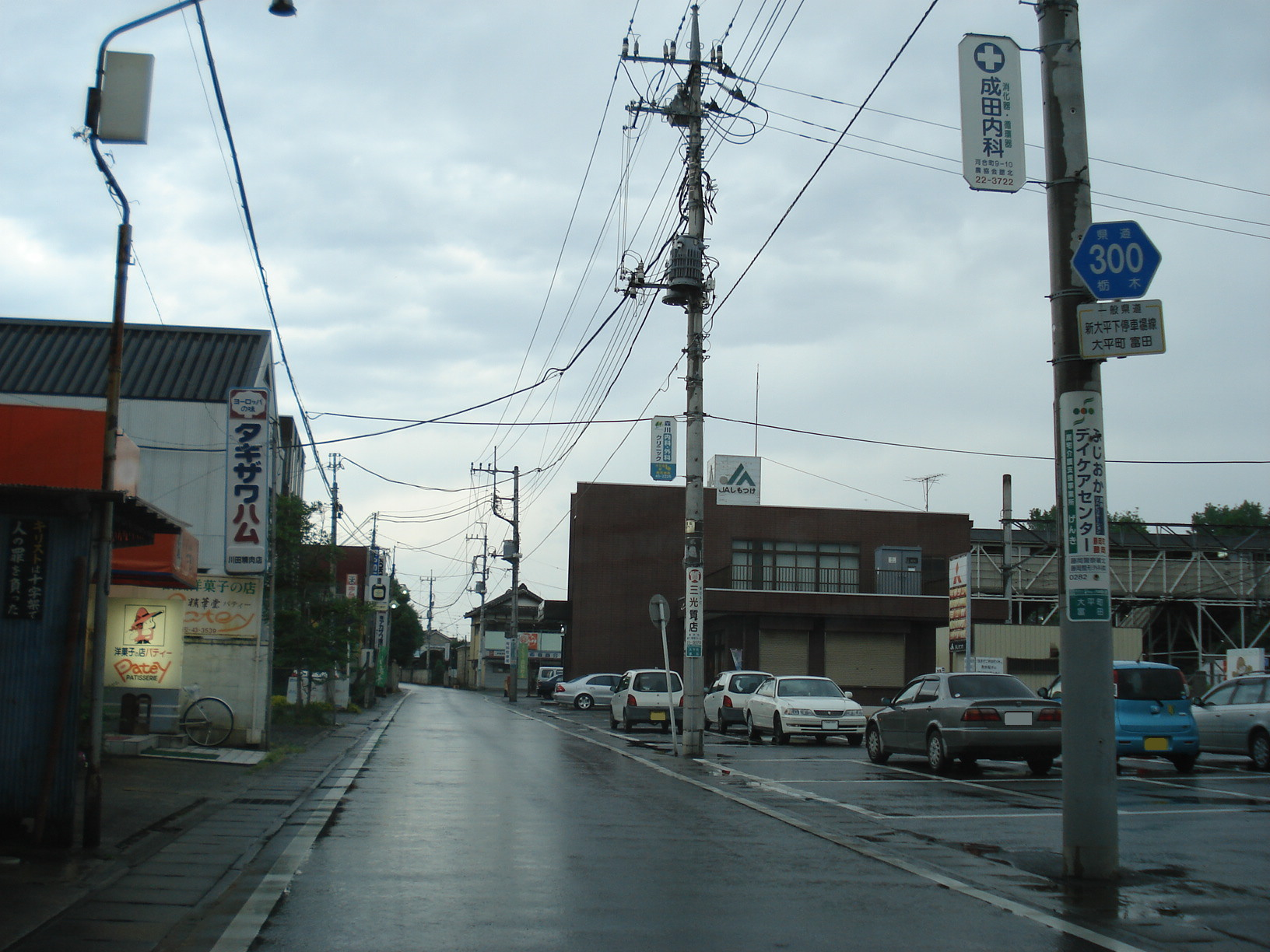
終点付近より起点方面を望む。
JAの裏が起点の新大平下駅。

栃木県道300号新大平下停車場線（とちぎけんどう300ごう しんおおひらしたていしゃじょうせん）は、栃木県栃木市を通る一般県道であった。2019年に路線認定廃止され市へ移管された。

## 路線概要
- 実延長：0.155km[2]
- 起点：栃木県栃木市大平町富田（東武鉄道新大平下駅）
- 終点：栃木県栃木市大平町富田（栃木県道311号小山大平線交点）
- 指定：1978年（昭和53年）11月21日
- 廃止：2019年（平成31年）3月15日

## 歴史

### 年表
- 1978年（昭和53年）11月21日 - 一般県道として認定。
- 2019年（平成31年）3月15日 - 廃止告示[1]。

## 沿線施設
- 東武鉄道日光線 新大平下駅